# Lesley Ann Warren
Lesley Ann Warren (født 16. august 1946) er en amerikansk skuespiller og sanger. Hun har indspillet i mere end tres film, herunder de populære film Millionaire, Victor/Victoria og Clue og Color of Night.
Warren har også haft flere roller i flere forskellige populære tv-shows som Mission: Impossible, Desperate Housewifes, Crossing Jordan og Will & Grace. Hun er af russisk-jødisk afstamning og har en søn ved navn Christopher Peters (født 1968), som også er en skuespiller. Hun giftede sig med Ronald Taft i 2000.
Warren begyndte sin karriere som balletdanser og fik blandt andet uddannelse på den berømte American Ballet School. Hun begyndte at optræde som skuespiller i en alder af 17 år. Hendes debut på Broadway kom i 1963 med sin optræden i en musical. Hun blev tildelt en Theater World Award for sin præstation i musical-opsætningen Drat! The Cat!.
I 1973 skildrede Warren Scarlett O'Hara i Los Angeles-produktionen af musicalen Scarlett, men skuespillet blev kritiseret som meget dårligt gennemgået og gik ikke videre til Broadway som planlagt. Warren havde flere tilbagevendende roller i TV-serien Will & Grace som karakteren Will Trumans fars elsker, og i serien Desperate Housewifes spillede hun rollen som Susan Mayers mor.

## Eksterne skuespiller
- Wikimedia Commons har flere filer relateret til Lesley Ann Warren
- Lesley Ann Warren på Internet Movie Database (engelsk)
- Lesley Ann Warren på Filmdatabasen
- Lesley Ann Warren på Scope
- Lesley Ann Warren på Svensk Filmdatabas (svensk)
- Lesley Ann Warren på AlloCiné (fransk)
- Lesley Ann Warren på AllMovie (engelsk)
- Lesley Ann Warren på Turner Classic Movies (engelsk)
- Lesley Ann Warren på Rotten Tomatoes (engelsk)
- Lesley Ann Warren på The Movie Database (engelsk)
- Lesley Ann Warren på Internet Broadway Database (engelsk)
- Lesley Ann Warren på Internet Broadway Database (engelsk)